# ルイ・ウォルシュ
ルイ・ウォルシュ (Louis Walsh, 本名：Michael Louis Vincent Walsh, 1952年8月5日, メイヨー県生まれ) は、アイルランドの音楽マネージャー。オーディション番組『Xファクター』の審査員としても有名である。
これまでにウォルシュがマネージャーとして務めてきたアーティストが、合計29回UKシングルチャートで1位を獲得している。その29回目は、2009年11月のJLSの歌曲、"Everybody In Love"。

## マネージャーとして
地元のレコード会社で勤めている間、ジョニー・ローガンと出会い、1980年の第25回ユーロビジョン・ソング・コンテストに出場するよう説得する。そこでローガンは優勝し、それがきっかけでレコード契約を勝ち取りデビューを果たす。デビューアルバムは3日で50万枚以上を売り上げ、一躍イギリスを代表する歌手となった。
その後、メディアやタブロイド紙に叩かれつつも、テイク・ザットのアイルランド・バージョンを作ろうとオーディションを開催する。そのオーディションに合格した5人がボーイゾーンを結成した。グループは16曲のトップ5シングルを記録し、そのうち6曲はUKチャート1位を獲得。アルバムも4枚、同アルバムチャートで1位を記録し、これまでに1500万枚以上を売り上げたとされている。
1999年の暮にメンバーのローナン・キーティングがボーイゾーンを脱退してソロ活動をしたいと言い始めたとき、ウォルシュは続いてキーティングの脱退に賛成し、マネージャーを務めることに同意した。2000年に発売されたキーティングのシングル、"Life Is A Rollercoaster" は400万枚以上を売り上げUKチャート1位を獲得した。その後もキーティングのマネージャーをするが、次第に2人の仲は険悪となる。ウォルシュはプレスに「あの男（キーティング）は才能がある歌手ではない。偉大な歌手でもなければ人間的魅力もまったくない。」と語った。その後キーティングも、「あの男（ウォルシュ）は絶対僕のキャリアを壊そうとした。ただ、彼がそれを忘れられるならまた僕らは仲直りできる。でも3年ほど前から何も聞いてないし、僕にしたらもう二度と会わなくても全く問題ない。あの男の性格はよくないんだ。」と応戦した。
ウォルシュはその後ボーイゾーンのような男性5人組グループ、ウエストライフをつくった。デビューシングル、"Swear It Again" がUKチャート1位を記録して以来、これまでにウエストライフは14曲チャート1位を獲得している。また、アルバムは6枚チャート1位を記録。
これ以外にも、多数のアーティストをマネジメントしているが、全てが成功しているわけではない。

## テレビ出演
2001年にオーディション番組『Popstars』で初めてテレビ番組と関わり、その翌年、同じくオーディション番組の『Popstars:The Rivals』にジェリ・ハリウェル、ピーター・ウォーターマンと共に審査員として登場。そこでウォルシュはガールズ・アラウドを発掘し、彼女たちのデビューシングルである "Sound Of The Underground" はUKチャート1位を獲得した。
2004年より、人気オーディション番組『Xファクター』の審査員としてサイモン・コーウェル、シャロン・オズボーンと共に登場。同番組で準優勝したG4および、2005年よりシェイン・ワードのマネジメントもしている。
2006年の『Xファクター』でオーディション中、ウォルシュのことが気に入らなかったある女性参加者に水をかけたことが問題になった。ウォルシュは「彼女が水をかけることは分かっていた。だから先にやったんだ。」と発言した。ウォルシュに水をかけられたあと、その女性参加者はサイモン・コーウェルのグラスをもってウォルシュに仕返しをした。
『Xファクター』の勝者でないアーティストもマネジメントしていることでも有名である。

## ルイ・ウォルシュがマネージメントしたアーティスト
- ケリー・アン - 現在は活動しておらず。
- ベルファイア - 現在は活動しておらず。
- ボーイゾーン - 1993-2000　活動休止後、2007年より活動再開。
- ザ・カーター・トゥウィンズ - 現在は活動しておらず。
- シックス - 現在は活動しておらず。
- ガールズ・アラウド - 現在は別のマネージャー。
- ローナン・キーティング - 現在は別のマネージャー。
- サマンサ・マンバ - 現在は別のマネージャー。
- イートン・ロード - 現在は別のマネージャー。
- シェイン・ワード - 現在は別のマネージャー。
- ウエストライフ - 現在は別のマネージャー。